# 社会的学習理論

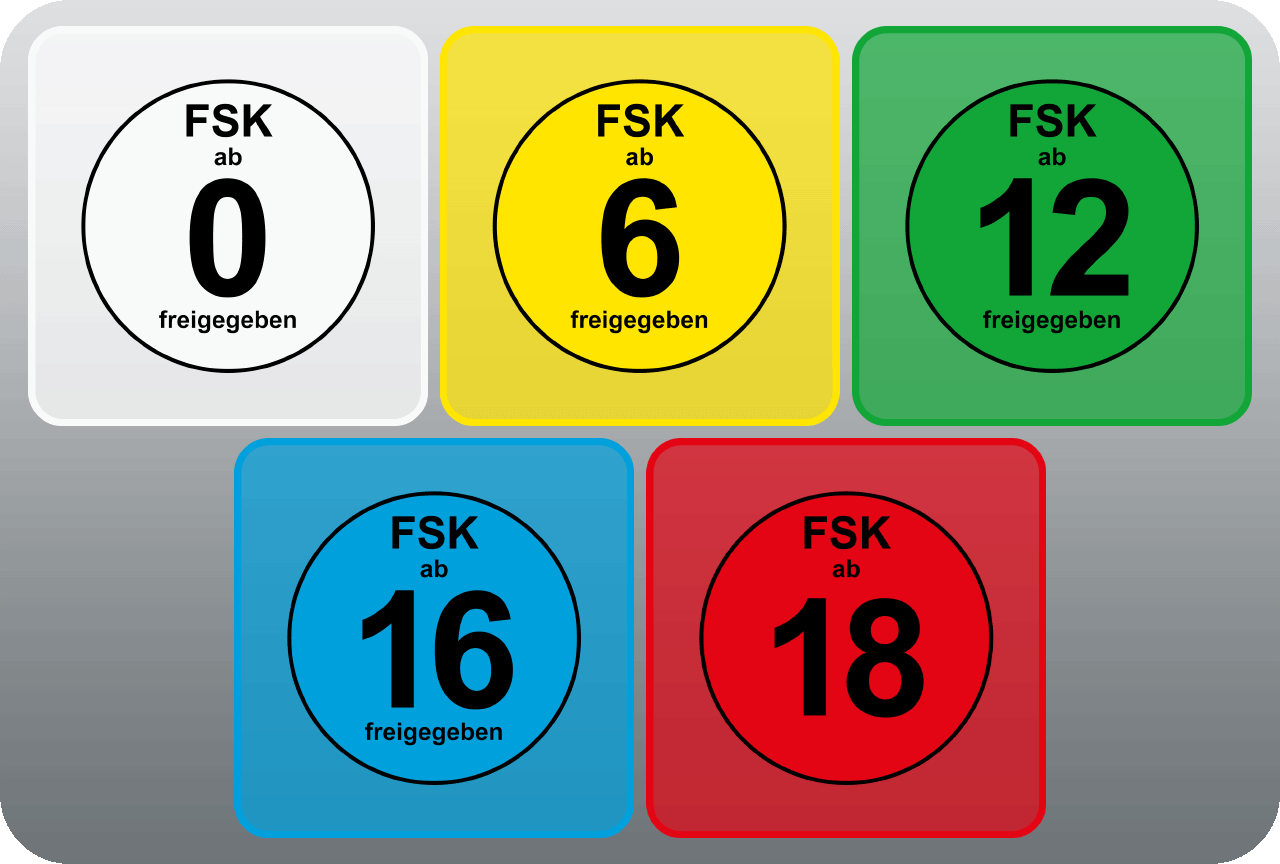
ドイツの映画レーティング

社会的学習理論（しゃかいてきがくしゅうりろん、Social Learning Theory）は、学習過程と社会的行動における理論であり、人は他者を観察し模倣することによっても新しい行動を獲得できるとするもの。行動は強化によってのみ決定されるとする伝統的な行動理論を拡張し、学習者における様々な内的過程の役割に重点を置いた理論となる。メディアの暴力シーンが人々の暴力行動へと及ぼす影響の研究において、広く適用されてきた。

## 詳細
社会的学習理論において、学習とは社会環境で行われる認知過程であると定義される。そのため、伝統的な行動理論とは異なり、行動の再現や直接的な強化が伴わない観察や指示のみからでも学習が起こりうるとしている。また、行動の観察のみならず、他者が強化された（賞罰を受ける）ことを観察した際にも、代理強化（vicarious reinforcement）と呼ばれるプロセスを経て学習が起こるとする。
このため、特定の行動に対して常に好子が与えられていれば、その行動はほぼ確実に続けられることになる。逆に、特定の行動に絶えず嫌子が与えられ続ければ、その行動はほぼ確実に止められることになる。

## ボボ人形実験

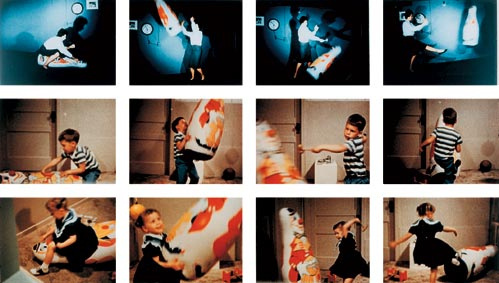
ボボ人形実験

ボボ人形実験（Bobo doll experiment）とは、アルバート・バンデューラによって1961-1963年に行われた実験の総称である。
この実験においては、まず大人がボボ人形に対して特定のシナリオに従った「モデル行動」を行い、子供らに観察させる。
その後、観察したモデル行動ごとに子供の行動がどのように変化するかを観察し比較するものであった。

ボボ人形

「攻撃的モデル」のシナリオでは、大人たちは、ボボ人形を叩く、パンチする、おもちゃの木槌を使って人形を打つなどした。すると、攻撃的モデルを観察した子供は、そうでない子供よりも、ボボ人形に対して明らかに攻撃的になった。

## 理論
社会的学習理論は、現実の世界で起こる広範囲の学習経験を説明することができる包括的なモデルを提供するために、学習の行動理論および認知理論を統合したものである。
最初に1963年にバンデューラとウォルターズによって概説され、後の1977年に詳細が補強された、社会的学習理論の核心部は以下である。
1. 学習とは純粋に行動的なものというわけではない。むしろ、社会環境で起こる認知過程の一種である。
2. 学習は、行動を観察し、行動の結果を観察することによっても行われる（代用強化）。
3. 学習には、観察、観察で得た情報の抽出、行動の結果に関しての決断（観察的学習やモデリング）が含まれまる。そのため、行動者の観察可能な変化なしに学習が起こり得る。
4. 強化は学習において役割を果たすが、その学習に対して必須要素ではない。
5. 学習者は受動的な情報の受信者ではない。認知、環境、そして行動は全て互いに影響を及ぼし合っている（相互決定論）。